# Ли Цинчжао (кратер)
Ли Цинчжао (на английски: Li Qingzhao) е ударен кратер разположен на планетата Венера. Той е с диаметър 22,8 km, и е кръстен на Ли Цинчжао – китайска поетеса и писателка.